# Pietro Gradenigo
Pietro Gradenigo, född 1251, död den 13 augusti 1311, var Venedigs 49:e doge, som regerade från 1289 till sin död 1311. Han var bland annat ansvarig för den nya lagen Serrata del Maggior Consiglio, vilken medförde folkliga protester.